# Шахназарян, Давид Гургенович
Дави́д Гурге́нович Шахназаря́н (арм. Դավիթ Շահնազարյան, 26 мая 1954, Ереван) — армянский государственный деятель.
- 1970—1976 — Ереванский государственный университет. Физик.
- 1976—1980 — аспирантура Академии наук в Москве. Кандидат физико-математических наук.
- С 1988 — один из основателей «Комитета Карабах».
- 1990—1995 — депутат Верховного Совета Армянской ССР. Член правления «АОД».
- 1994—1995 — руководитель Государственного управления Национальной Безопасности Армении, специальный представитель Президента Армении по Карабахскому урегулированию.
- 1995—1999 — депутат Национального Собрания РА.
- 1998 — баллотировался в президенты Армении.
- 1998 — по настоящее время — руководитель центра «Согласие».
- 1998—2002 — председатель Национально-демократической партии «21 Век»
- С марта 2002, после слияния возглавляемой им партии с партией Армянское общенациональное движение, по апрель 2013 — член правления.